# Ameivula xacriaba
Ameivula xacriaba es una especie de lagarto del género Ameivula, perteneciente a la familia Teiidae. Fue descrita científicamente por Arias, Texeira Jr., Recoder, de Carvalho, Zaher, & Rodrigues en 2014.

## Distribución
Se encuentra en Brasil (Minas Gerais).